# Zoran Čutura
Zoran Cutura (ur. 12 marca 1962 w Zagrzebiu) – jugosłowiański koszykarz występujący na pozycji skrzydłowego, olimpijczyk, multimedalista wielu imprez międzynarodowych.

## Osiągnięcia
Na podstawie, o ile nie zaznaczono inaczej.
Drużynowe
- Mistrz:
  - Euroligi (1985, 1986)
  - Jugosławii (1982, 1984, 1985)
  - Chorwacji (1992, 1993)
- Wicemistrz:
  - Jugosławii (1986)
  - Chorwacji (1994)
  - Pucharu Koracia (1988)
- Zdobywca pucharu:
  - Saporty (1982, 1987)
  - Jugosławii (1982, 1983, 1985, 1986, 1988)
  - Chorwacji (1994)
- Finalista pucharu:
  - Jugosławii (1991)
  - Chorwacji (1992)
- Brąz pucharu Saporty (1984, 1989)

Reprezentacja
- Mistrz:
  - świata (1990)
  - Europy:
    - 1989
    - U–16 (1979)

  - igrzyska dobrej woli (1990)
- Wicemistrz:
  - olimpijski (1988)
  - U–18 (1980)
- Brązowy medalista mistrzostw świata w (1986)
- Uczestnik:
  - mistrzostw:
    - Europy (1985 – 7. miejsce, 1989)
    - świata U–19 (1979 – 4. miejsce)

  - kwalifikacji olimpijskich (1988 – 2. miejsce)
- Lider Eurobasketu U-16 w liczbie punktów (1979)